# Tlogorandu
Tlogorandu is een bestuurslaag in het regentschap Klaten van de provincie Midden-Java, Indonesië. Tlogorandu telt 2592 inwoners (volkstelling 2010).